# Model (art)

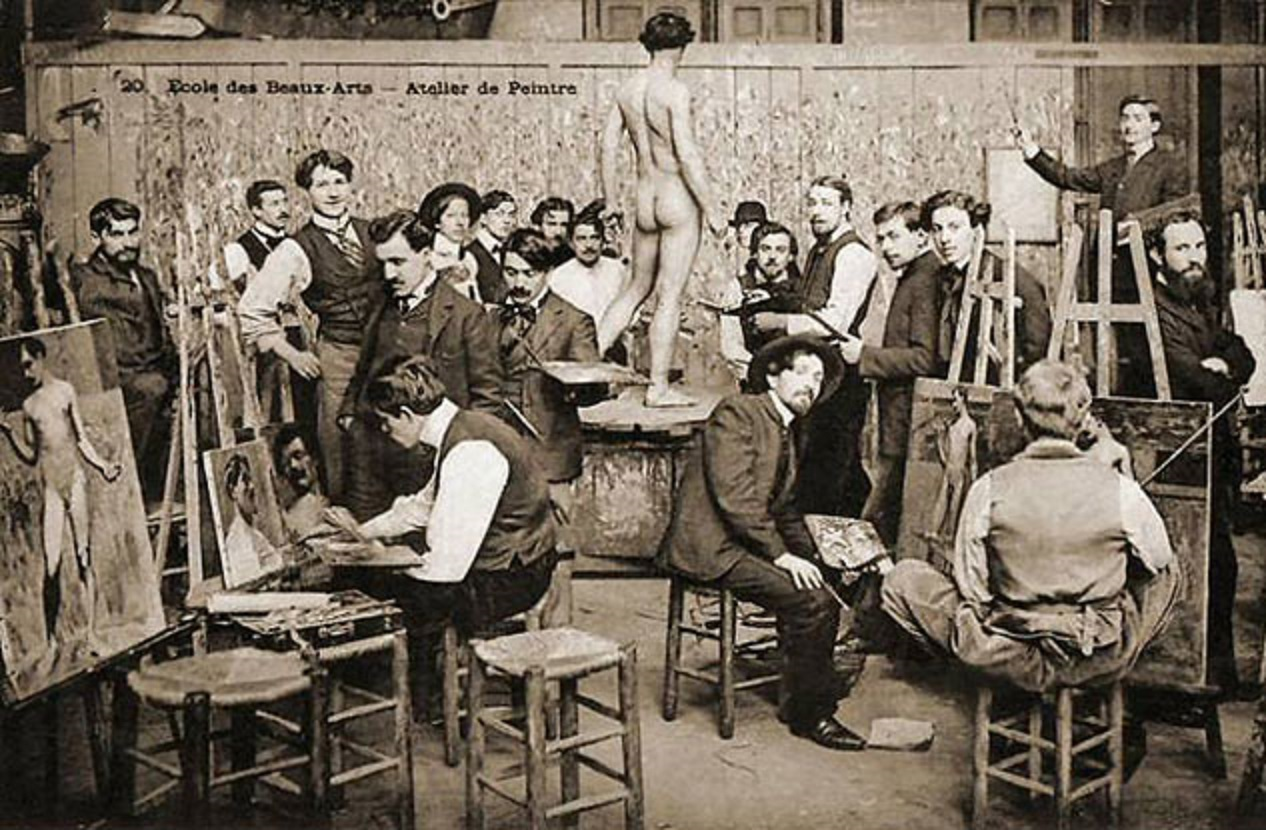
Model masculí posant a l'École des Beaux-Arts al segle XIX

El model artístic és una professió dins les arts visuals on un model posa perquè un o diversos artistes captin la seva imatge com a part del procés creatiu. Les disciplines artístiques que més habitualment utilitzen models són el dibuix, pintura, escultura i fotografia, però gairebé qualsevol tècnica pot ser utilitzada.
Models d'art són professionals retribuïts que posen o presten la figura humana per una obra d'art. Tot i ser professionals, els models d'art solen ser subjectes anònims i no reconeguts a l'obra. Els models s'utilitzen amb més freqüència per a grups d'estudiants d'art o per grups informals d'artistes experimentats que es reuneixen per compartir la despesa d'un model. Els models també es fan servir de forma privada per artistes professionals. Tot i que els temes comercials dominen sobre l'estètica en la il·lustració gràfica, fa servir comunament models. Per exemple, Norman Rockwell va utilitzar els seus amics i veïns com a models tant per a la seva obra d'art comercial.
Al llarg de la història de l'art occidental, el dibuix de la figura humana a partir de models vius es considera la forma més eficaç per desenvolupar l'habilitat del dibuixant. En primer lloc, el millor és dibuixar a partir d'objectes reals, en lloc de copiar imatges bidimensionals. Segon, un artista té una connexió quan dibuixa un altre ésser humà que no pot existir amb qualsevol altre objecte. Els models per a classes de dibuix en directe solen estar nus. A l'aula, on l'objectiu és aprendre a dibuixar la forma humana en totes les formes, edats i origen ètnic, no hi ha limitacions reals en què el model pot posar. En alguns casos, el model pot estar posant amb diversos suports, o amb altres models, contra fons real o artificial, amb llum natural o artificial, etc.

## Funció
La funció de models d'art ha canviat a través del temps tal com ha canviat el significat i importància de la figura humana dins l'art i la societat. Més que ser senzillament el tema artístic, els models sovint esdevenen muses, una font d'inspiració sense els quals l'art no existiria. Modelat nu, art nu i la nuesa en general han patit sovint una desaprovació social, com a mínim per alguns elements dins societat.

## Història
Els grecs, que tenien el cos nu constantment davant d'ells en els exercicis del gimnàs, tenien menys necessitat de models professionals que els moderns; però és escassament probable que ells podrien haver aconseguit l'alt nivell assolit per les seves obres sense l'estudi constant de la natura. Probablement va ser a l'antiga Grècia que es va utilitzar per primera vegada els models. La història explicada de Zeuxis per Valeri Màxim, que tenia cinc de les més belles verges de la ciutat de Crotona li va oferir com a models per la seva imatge d'Helena, demostra el seu ús ocasional. Els noms d'alguns d'aquests models de l'època es coneixen a si mateixos, com la bella Frine que va modelar per a moltes pintures i escultures.
El nu pràcticament va desaparèixer de l'art occidental durant l'edat mitjana a causa d'una combinació de desordre civil i l'actitud dels primers cristians. Això va canviar amb el renaixement i el redescobriment de l'antiguitat clàssica, quan els pintors feien servir generalment als seus parents i amics com a models, del qual molts exemples es podrien citar a Venècia, Florència, Roma i altres llocs, i les històries de Ticià i la duquessa de Ferrara i de Botticelli i Simonetta Vespucci, que van poder mostrar dames d'elevada posició social que haurien normalment evitat tenir els seus encants immortalitzats pel pinzell del pintor. La història de l'amor entre Rafael i la seva amant-model Margarida Luti (La Fornarina) és "l'arquetip de la relació artista-model de tradició occidental".

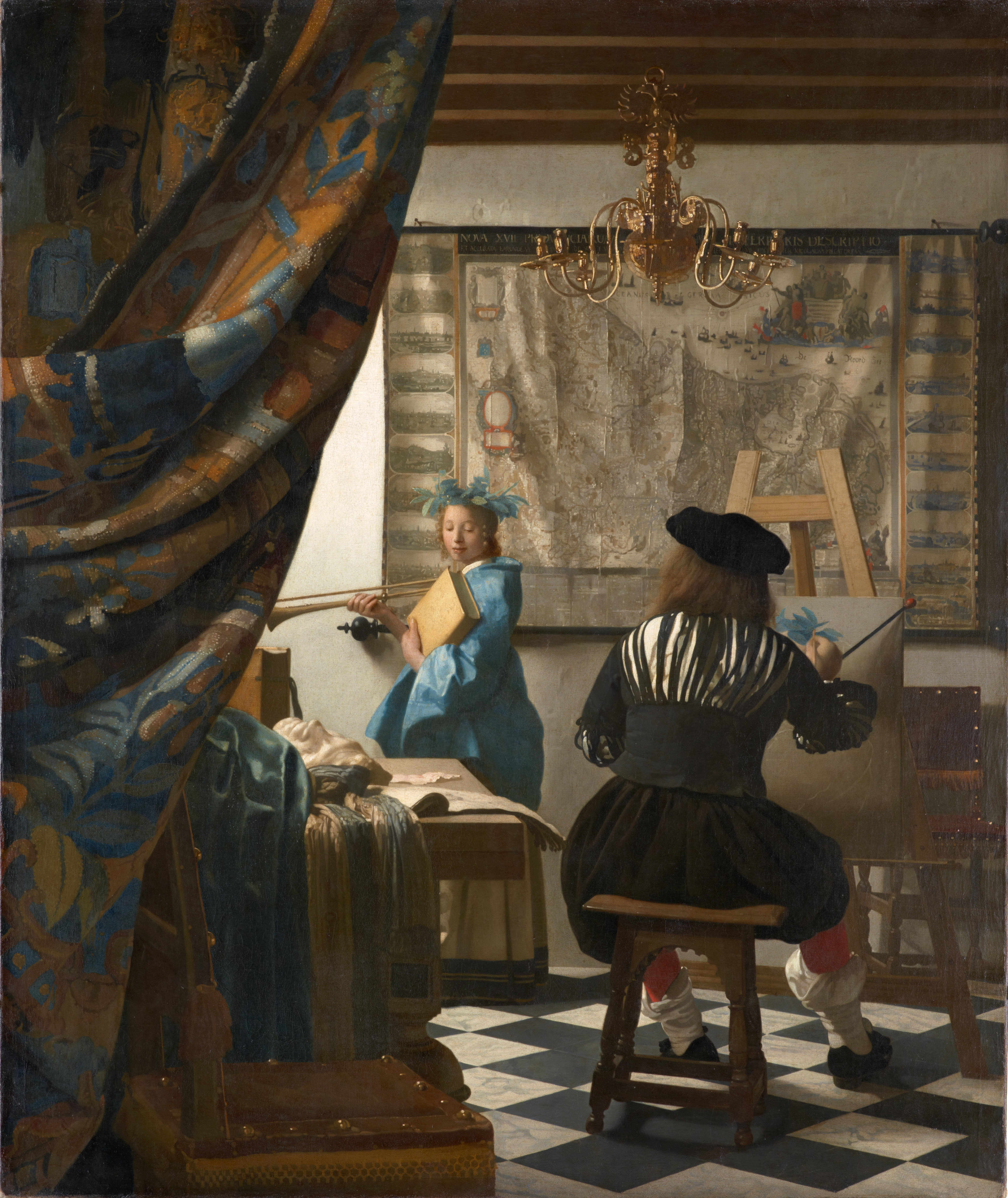
L'Art de la pintura per Johannes Vermeer, c. 1666

El modelatge artístic com una ocupació va aparèixer a la fi del Renaixement, quan la creació d'escoles per a l'estudi de la figura humana va crear una demanda regular, i des de llavors la remuneració oferta ha assegurat un subministrament continu. No obstant això, els models de l'acadèmia eren només homes fins al segle xix, igual que els estudiants. L'estat dels models nus ha fluctuat amb el valor i l'acceptació de la nuesa en l'art. El manteniment dels ideals clàssics de Grècia i Roma en l'era cristiana, la nuesa era prominent en la decoració de les esglésies catòliques del Renaixement, només per ser cobert amb cortines o fulles de figuera pels successors més filisteus. La Reforma protestant va anar encara més lluny, la destrucció de moltes obres d'art. De ser una ocupació glamurosa l'exaltació de la bellesa, els models artístics van passar a ser equiparat a la prostitució, practicat per persones sense els mitjans per accedir a una feina més respectable.
Els models vestits utilitzats per crear pintures històriques poden no haver estat un grup diferent, ja que es van elaborar els estudis de nus en preparació per a qualsevol pintura figura.
En el segle xix a Paris, algunes models van guanyar un lloc dins la història de l'art. Victorine Meurent va esdevenir pintora després de posar per diverses obres, incloent dues de les més famoses: Olympia i Le déjeuner sur l'herbe de Manet. Joanna Hiffernan (c. 1843 – 1903) era la model i la musa d'uns artistes irlandesos que va estar romànticament relacionada amb el pintor americà James McNeill Whistler i el pintor francès Gustave Courbet. Va ser la model per Whistler a la Simfonia en Blanc, No. 1: La Noia Blanca i es creu que va ser la model per Courbet a L'origen del món. Suzanne Valadon, també va ser pintora i model de Pierre-Auguste Renoir, Henri Toulouse-Lautrec, Pierre Puvis de Chavannes, i Edgar Desgas. És més coneguda com la figura de Renoir a Ball a Bougival, i va ser la mare del pintor Maurice Utrillo.
Quan les actituds victorianes van arrelar a Anglaterra, els estudis amb un model en viu es va fer més restrictiva del que havien estat en el segle anterior, limitada a les classes avançades d'estudiants que ja havia demostrat la seva vàlua copiant pintures dels Vells Mestres i dibuixant a partir de motlles de guix. Això és en part a causa que moltes escoles eren finançades amb fons públics, de manera que les decisions estaven sota l'escrutini dels no artistes. El modelatge no era respectable, i menys encara per a les dones. Durant el mateix període, el sistema francès de tallers d'art permetia a qualsevol estudiant d'art treballar en directe en un ambient menys formal, i també va admetre a les dones com a estudiants. Els estudis de figures en directe només retornaren al seu estat clàssic en l'educació artística a tota Anglaterra, Europa i Estats Units amb l'inici del segle xx.
En l'era postmoderna, el nu ha tornat a guanyar una mica d'acceptació en el món de l'art, però no necessàriament el model artístic. El dibuix figuratiu s'ofereix a la majoria de les escoles d'art, però no necessàriament en el graduat d'art. Peter Steinhart diu que a les galeries de moda, el nu s'ha convertit en cosa del passat, mentre que segons Wendy Steiner hi ha hagut un ressorgiment en la importància de la figura com a font de bellesa en l'art contemporani. Es considera que alguns artistes funcionen a partir de models, però la majoria treballa a partir de fotografies, o de la seva imaginació. No obstant això les sessions privades de dibuix obert amb un model en viu segueixen sent tan populars com sempre.

## Models

Models històriques
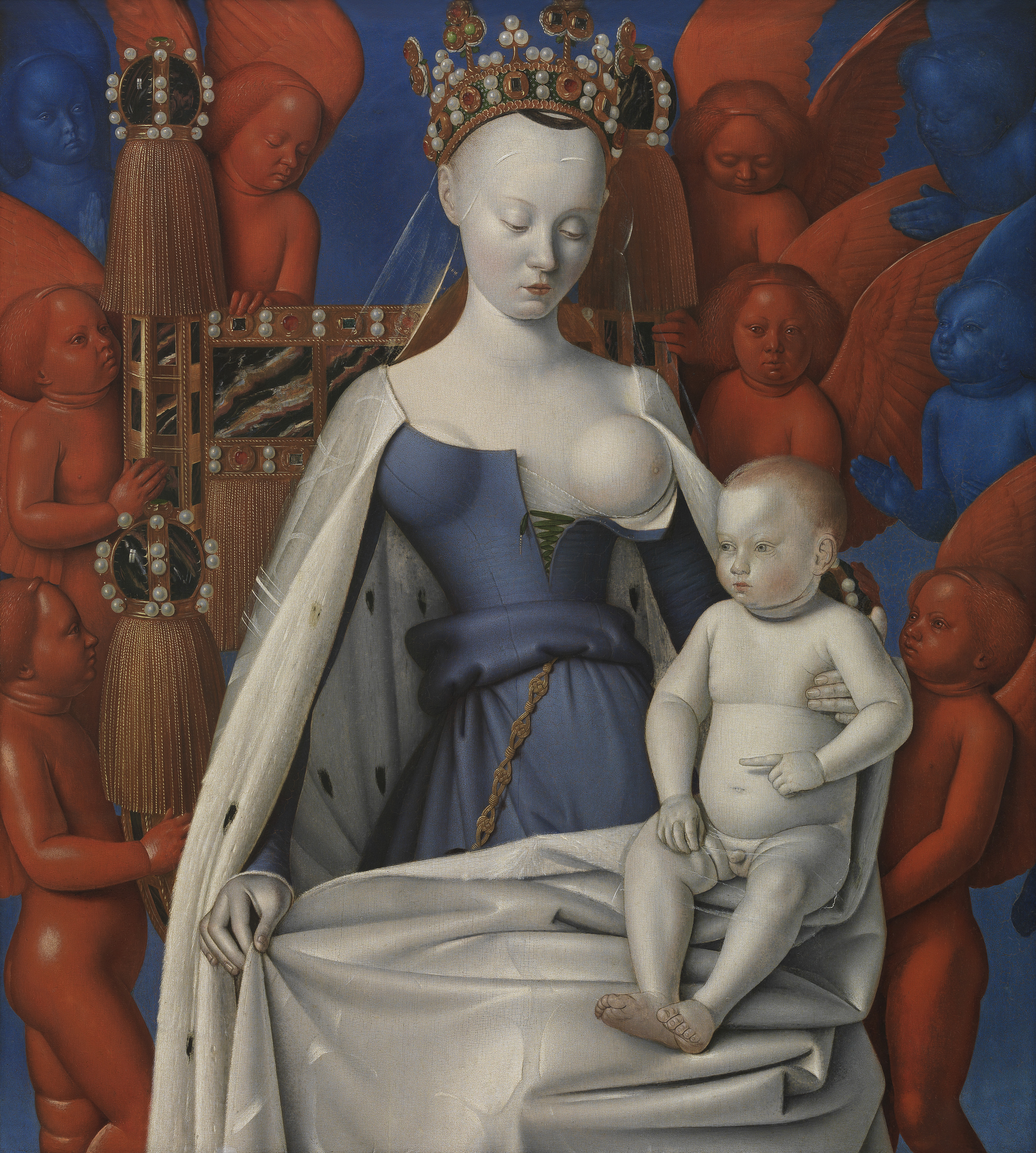
Agnès Sorel era l'amant favorita de Carles VII de França. Va ser la model de diverses obres d'art.
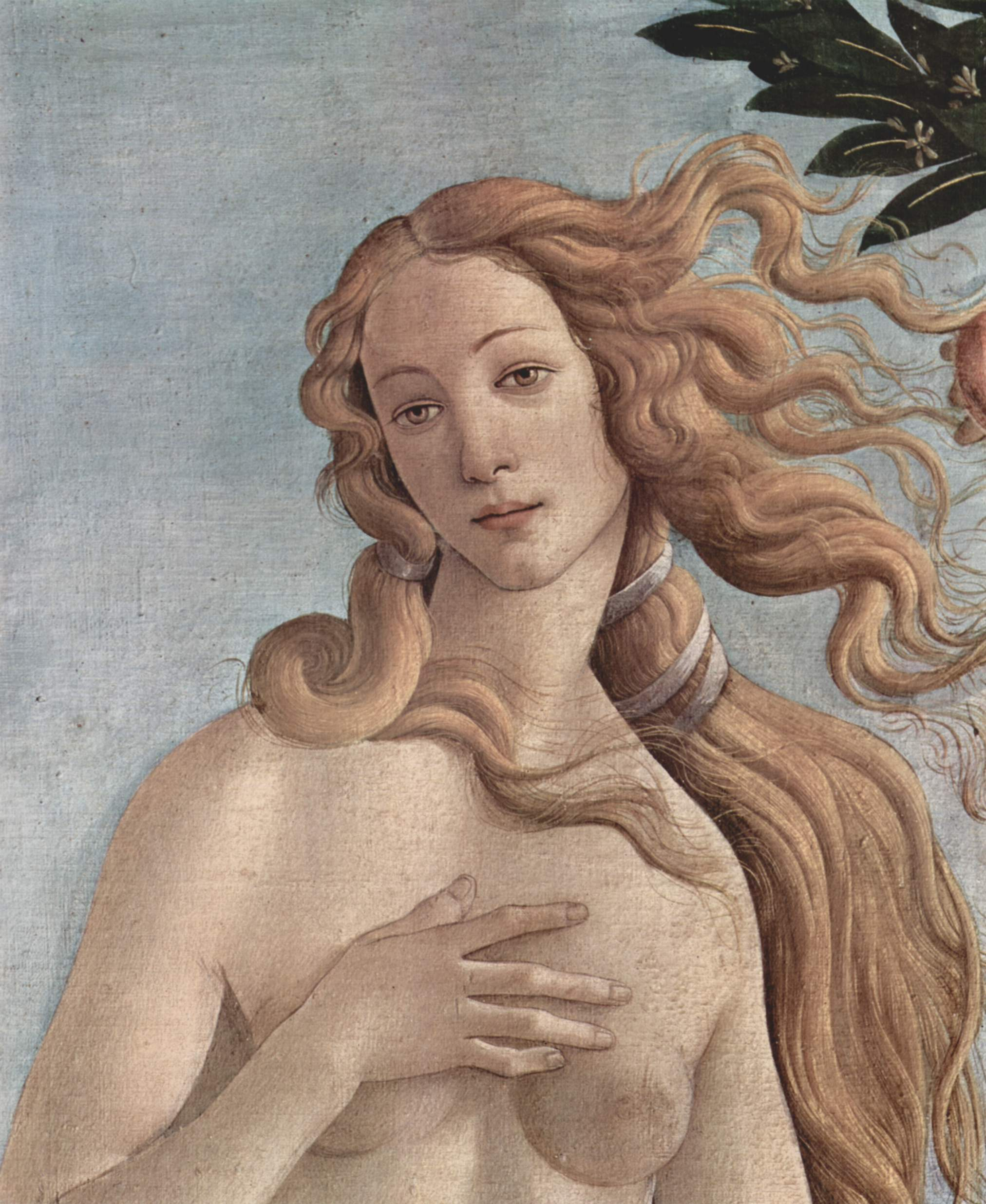
Simonetta Vespucci era una dama del Renaixement italià de Gènova i la muller de Marco Vespucci de Florència.
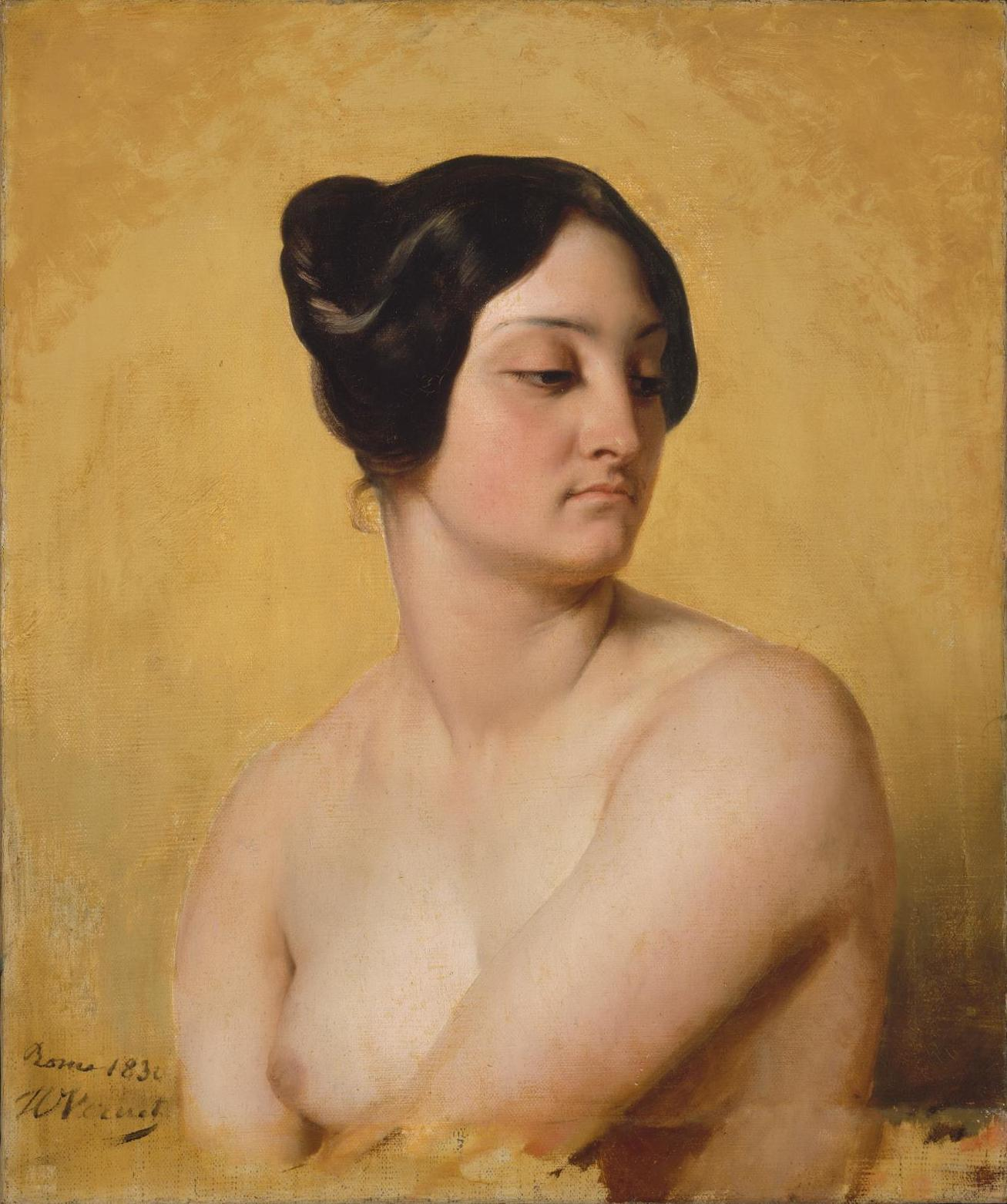
Olympe Pélissier era la model d'artistes francesos i la segona muller del compositor italià Gioachino Rossini.
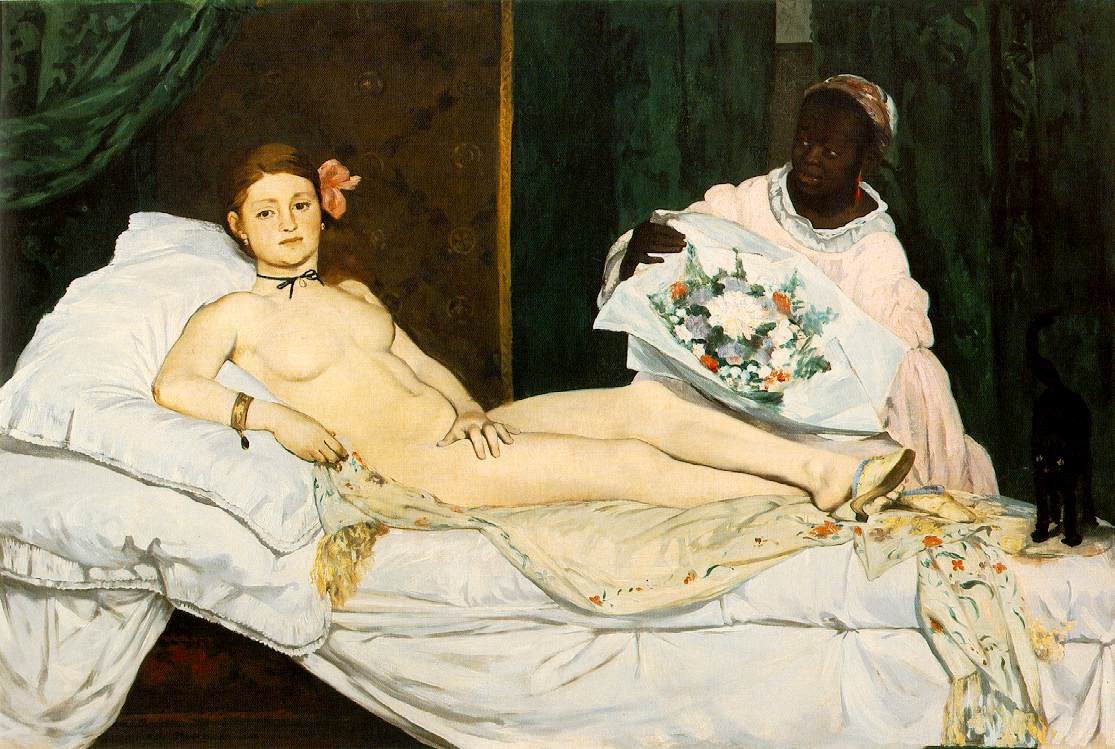
Victorine Meurent, actualment més coneguda com la model favorita d'Édouard Manet, va ser una artista en dret propi.
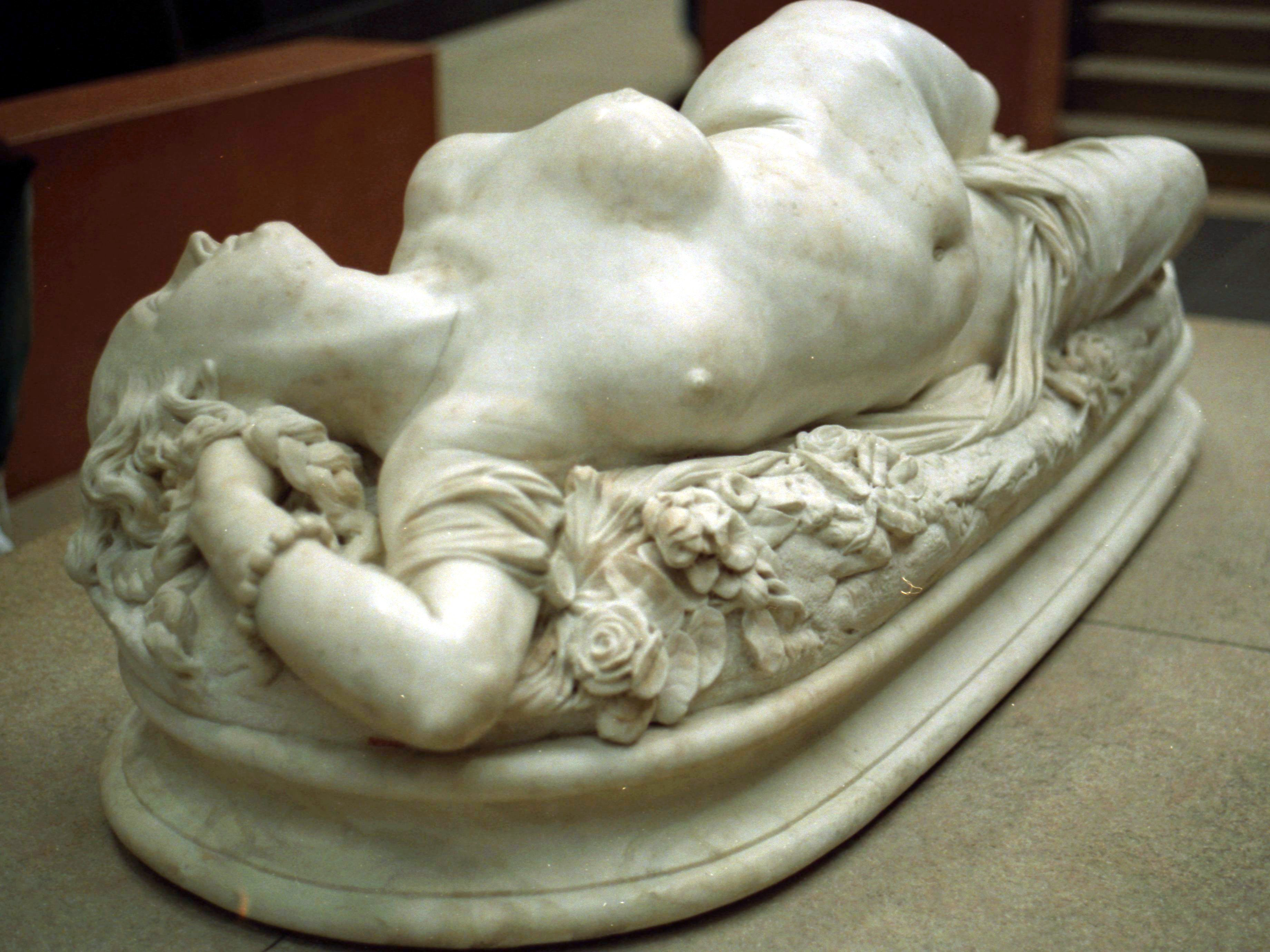
Apollonie Sabatier era una cortesana francesa, musa d'artistes i bohèmia als anys 1850s a París.
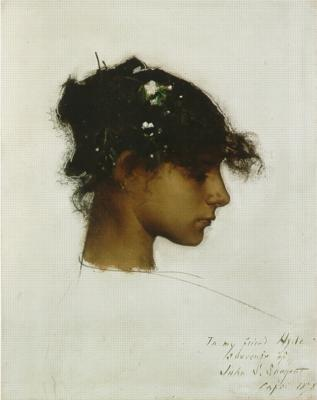
Rosina Ferrara, una noia italiana de Capri, que va esdevenir la musa favorita de John Singer Sargent.
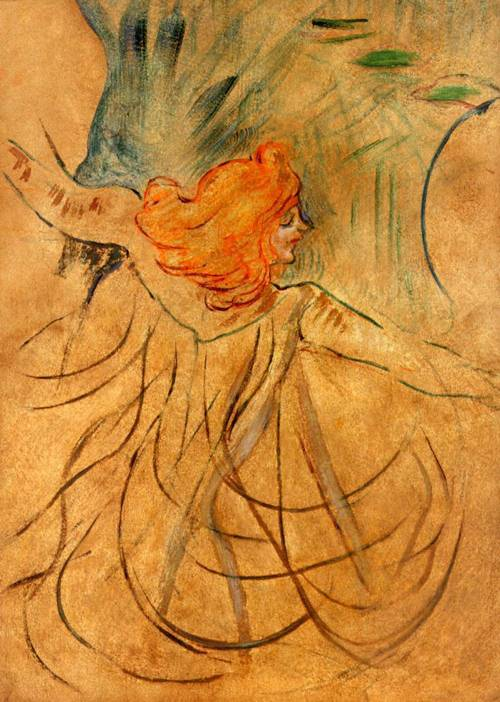
Loie Fuller, pionera en dansa moderna, pintada per Toulouse-Lautrec
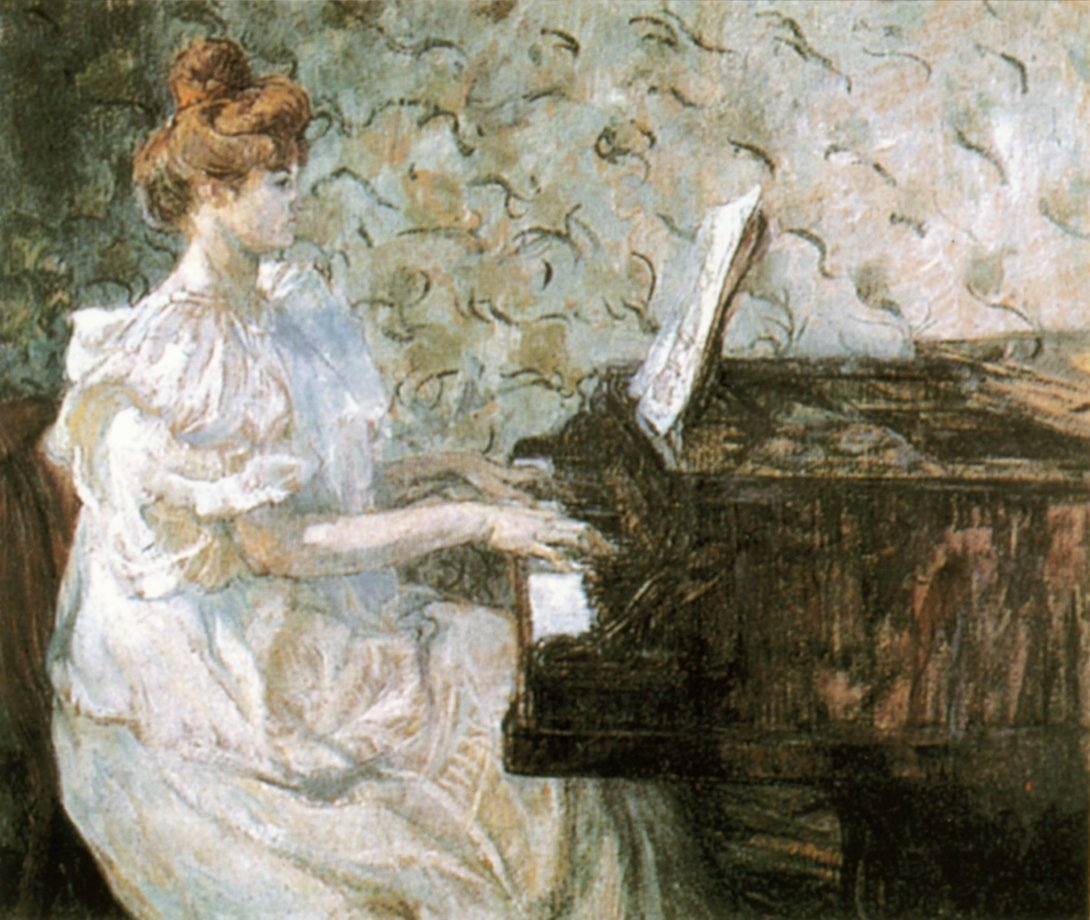
Misia Sert, un pianista d'origen polonès; patrona i amiga de nombrosos artistes, per qui regularment va posar.
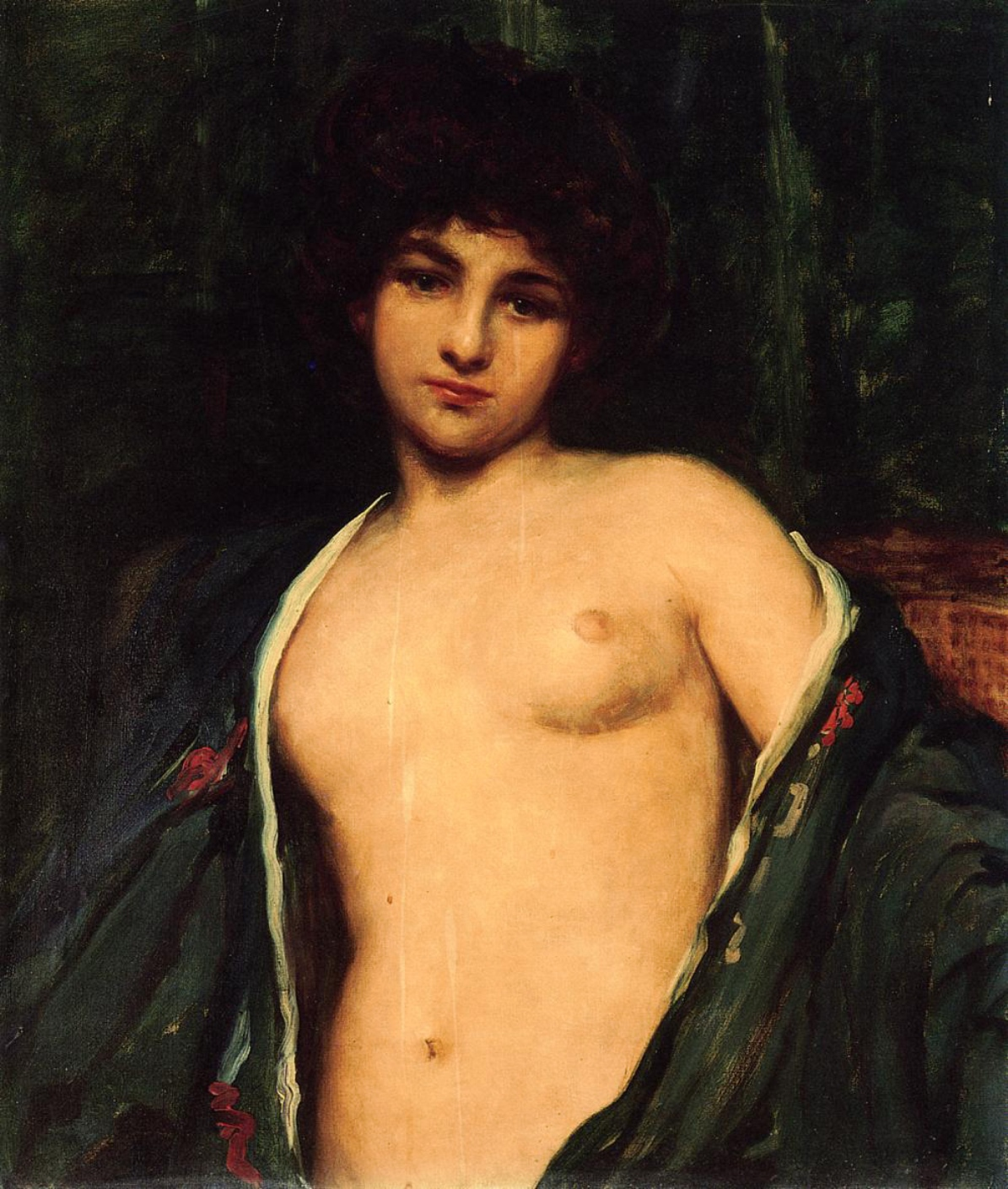
Evelyn Nesbit, una popular corista americana i el model artística.
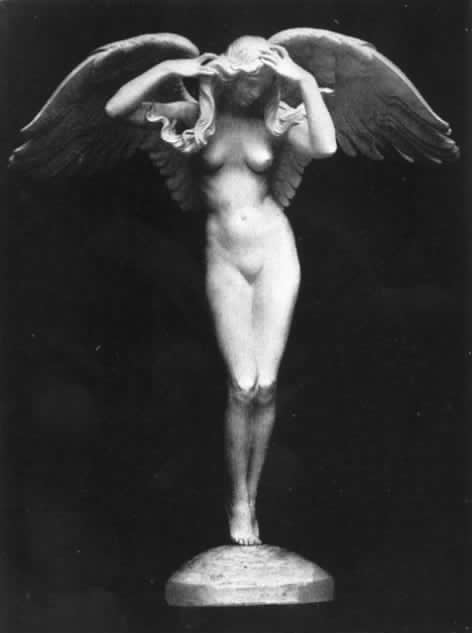
Audrey Munson va ser la model o inspiració per a més de 15 estàtues dins la ciutat de Nova York.

## Posat
Els posats poden variar en temps des de segons a moltes hores. Hi ha un exercici de dibuix en que el model es mou lenta però contínuament, amb una cadència mínima d'un minut. Les poses dinàmiques curtes s'utilitzen per a exercicis de dibuix de gest o escalfaments, amb un model que prendrà posicions extenuants o precàries que no podran ser sostingudes per un posat suficientment llarg perquè l'artista capti ràpidament l'essència. Les sessions de dibuix acostumen a realitzar-se en blocs de 5, 10, 15, o 20 minuts, dins d'una sessió total de tres hores. Les postures de peu, gestualment actives o difícils sovint es programen a l'inici d'una sessió quan el nivell d'energia dels models és més alt. Exercicis específics o lliçons planificades poden requerir un tipus particular de posa, però sovint s'espera que el model faci una sèrie de poses amb poca direcció.
- Formats clàssics per a posar en sessions en grup

Els posats bàsics són: dempeus, assegut i reclinat. Dins cadascun d'aquests hi ha diferents nivells de dificultat. Els artistes i professors de dibuix sovint preferiran les poses en que el cos està actuant, per un interès dinàmic i estètic més gran. Poses comunes com dempeus i girat, assegut encorbat i especialment el clàssic contrapposto són difícils de mantenir igual per molt de temps, tot i que sovint resulta sorprenent el que un model especialitzat pot fer. El nivell del model, de l'experiència i l'habilitat poden influir en la durada i la dificultat de les poses.